# Martin Bartenstein
Martin Bartenstein, né le 3 juin 1953 à Graz, est un entrepreneur et homme politique autrichien membre du Parti populaire autrichien (ÖVP).
Il est ministre fédéral de l'Environnement entre 1995 et 2000, puis ministre fédéral de l'Économie jusqu'en 2008.

## Biographie

### Formation
Il passe son Matura à Graz en 1971, puis s'inscrit à l'université de la ville pour y étudier la chimie. En 1974, il suit un semestre de cours à l'université Miami d'Oxford, dans l'État de l'Ohio. Il obtient son doctorat en chimie quatre ans plus tard.

### Carrière d'entrepreneur
Il rejoint alors l'entreprise familiale Lannacher Heilmittel GmbH, dont il est nommé directeur général en 1980. Il fonde en 1986 avec Wolfgang Leitner, ami d'études, la société pharmaceutique Genericon. En 1988, il est élu président fédéral de Jeune industrie (JIÖ), le réseau des jeunes chefs d'entreprise autrichiens.

### Débuts et ascension en politique
Il devient le 5 décembre 1991 député fédéral au Conseil national. Désigné porte-parole du groupe ÖVP pour l'industrie, il démissionne en 1992 de la présidence de JIÖ et se voit nommé vice-président de l'ÖVP de Styrie. À la suite des élections législatives du 9 octobre 1994, il est choisi comme secrétaire d'État du ministère fédéral de l'Économie publique et des Transports, dirigé alors par Viktor Klima.

### Ministre fédéral

#### Environnement
À l'occasion du remaniement ministériel du 4 mai 1995 du gouvernement fédéral de grande coalition, orchestré à la suite de l'élection de Wolfgang Schüssel à la présidence de l'ÖVP, Martin Bartenstein est nommé à 41 ans ministre fédéral de l'Environnement. Il renonce alors à la direction de Lannacher Heilmittel GmbH. À la formation du gouvernement Vranitzky V le 12 mars 1996, ses fonctions sont élargies et il devient « ministre fédéral de l'Environnement, de la Jeunesse et de la Famille ». Il est maintenu en 1997, quand Klima prend le pouvoir.

#### Économie
Après la tenue des élections législatives du 3 octobre 1999, Schüssel forme son premier cabinet de coalition avec l'extrême droite le 4 avril 2000, dans lequel Bartenstein est promu ministre fédéral de l'Économie et du Travail. Il est confirmé en 2003 dans le second gouvernement Schüssel, puis en 2007 dans le gouvernement de grande coalition dirigé par le social-démocrate Alfred Gusenbauer.

### Passage au second plan et retour dans le privé
Après la tenue des élections législatives anticipées du 28 septembre 2008, il décide de siéger au Conseil national et d'abandonner le gouvernement, dont il est alors le doyen. Il est formellement remplacé le 2 décembre après douze ans et sept mois de présence.
Il reprend des activités dans le secteur privé dès 2009, et ne sollicite pas le renouvellement de son mandat lors des élections législatives du 29 septembre 2013.